# Manar Maged
Manar Maged (30 de marzo de 2004- 26 de marzo de 2006) fue una niña nacida en Egipto afectada de un caso de gemelo parasitario muy poco común: el craniopagus parasiticus. Murió trece meses después de la operación para quitarle la otra cabeza que salía de su coronilla.

## Caso
Manar Maged nació en el seno de una familia humilde el 20 de marzo de 2004, unida por el cráneo a su hermana parásita Islaam Maged, que solo presentaba la cabeza y un esbozo de torso. Reaccionaba a los estímulos, parpadeaba y sonreía pero los médicos aseguraron que no podía pensar por sí misma y que afectaría al desarrollo de su hermana completa. Fue extirpada con éxito en una operación que duró 16 horas. La familia la enterró con el debido funeral musulmán. Sin embargo, posteriormente Manar empezó a desarrollar infecciones hasta que falleció 13 meses después, el 26 de marzo de 2006 por una grave infección cerebral.